# Bangarang (Lied)
Bangarang ist ein Lied des US-amerikanischen Electro, Dub- und Brostep-Produzenten Skrillex. Das Lied wurde erstmals am 16. Februar 2012 veröffentlicht und enthält Rap-Texte von Sirah. Das Lied kommt von Skrillex’ gleichnamiger EP Bangarang.
Der Titel ist eine Anspielung auf den 1991 gedrehten Film Hook, in dem „Bangarang“ der „Schlachtruf“ der Lost Boys ist. Das Lied konnte in zwölf Ländern die Charts erreichen. Das Musikvideo wurde von Tony Truand gedreht und am 16. Februar 2012 erstmals auf YouTube veröffentlicht. In Australien konnte das Lied Platin-Status erreichen.

## Kritik
Das Lied bekam in der Regel positive Bewertungen von Musik-Kritikern, einige sagten, es sei eines der herausragenden Stücke von der gleichnamigen EP.

„the laser-blasting inanity of the title track, which ends with someone bragging, "I'm eating Fun Dip right now/Not givin' a fuck." Not a bad credo for music that makes a disco sugar high feel downright pornographic“

„massively enjoyable, massively concussive collection of blips and bursts that sounds like something Moby might hear in his head during a heart attack, so thoroughly and dyspeptically is dubstep's characteristic bass wobble distorted and pushed into the red“

## Kommerzieller Erfolg

### Chartplatzierungen
| ChartsChartplatzierungen       | Höchstplatzierung | Wochen |
| ------------------------------ | ----------------- | ------ |
| Deutschland (GfK)              | 55 (8 Wo.)        | 8      |
| Österreich (Ö3)                | 25 (59 Wo.)       | 59     |
| Schweiz (IFPI)                 | 61 (6 Wo.)        | 6      |
| Vereinigte Staaten (Billboard) | 72 (20 Wo.)       | 20     |
| Vereinigtes Königreich (OCC)   | 24 (50 Wo.)       | 50     |

### Auszeichnungen für Musikverkäufe
| Land/Region                  | Auszeichnungen für Musikverkäufe (Land/Region, Auszeichnung, Verkäufe) | Verkäufe  |
| ---------------------------- | ---------------------------------------------------------------------- | --------- |
| Australien (ARIA)            | 7× Platin                                                              | 490.000   |
| Belgien (BRMA)               | Gold                                                                   | 15.000    |
| Deutschland (BVMI)           | Gold                                                                   | 150.000   |
| Italien (FIMI)               | Platin                                                                 | 50.000    |
| Kanada (MC)                  | 6× Platin                                                              | 480.000   |
| Mexiko (AMPROFON)            | Platin                                                                 | 60.000    |
| Neuseeland (RMNZ)            | 2× Platin                                                              | 30.000    |
| Schweden (IFPI)              | Platin                                                                 | 40.000    |
| Spanien (Promusicae)         | Gold                                                                   | 30.000    |
| Vereinigte Staaten (RIAA)    | 3× Platin                                                              | 3.000.000 |
| Vereinigtes Königreich (BPI) | Platin                                                                 | 600.000   |
| Insgesamt                    | 3× Gold · 22× Platin ·                                                 | 4.925.000 |

### Auszeichnungen für Musikstreaming
| Land/Region     | Auszeichnungen für Musikverkäufe (Land/Region, Auszeichnung, Verkäufe) | Verkäufe  |
| --------------- | ---------------------------------------------------------------------- | --------- |
| Dänemark (IFPI) | 2× Platin                                                              | 1.800.000 |
| Insgesamt       | 2× Platin ·                                                            | 1.800.000 |